# Михаило Апостолски
Михаило Апостолски (мкд. Михајло Апостолски; Ново Село, код Штипа, 8. новембар 1906 — Стари Дојран, 7. август 1987) био је учесник Априлског рата и Народноослободилачке борбе, друштвено-политички радник СФРЈ и СР Македоније, генерал-пуковник ЈНА, историчар и народни херој Југославије.

## Биографија
Рођен је 8. новембра 1906. године у Новом Селу, код Штипа, као Михаило Митић, од оца Апостола. Војну академију уписао је 1924. године као питомац 53. класе.  Његови класни другови били су Грујица Чолак-Антић, син генерала Војина Чолак-Антића, Захарије Остојић и Ромео Адум. Своје школовање успешно је завршио 1927. године и унапређен је у чин пешадијског потпоручника. Дана 3. априла 1931. године, унапређен је у чин пешадијског поручника. Вишу војну академију је завршио 1933. године као припадник 35. класе слушалаца, а две године касније 3. априла унапређен је у чин пешадијског капетана друге класе. На дан Уједињења 1. децембра 1937. године, одликован је Златном Медаљом за ревносну службу. Априла месеца 1938. године унапређен у чин капетана прве класе. Генералштабну припрему завршио је 20. априла 1938. године и преведен у генералштабну струку. Пред Други светски рат унапређен је у чин генералштабног мајора Југословенске војске и постављен је за помоћника начелника Штаба Дринске дивизије у Љубљани.
У краткотрајном Априлском рату, био је у Штабу Триглавске дивизије под командом дивизијског генерала Драгише Пандуровића и ова дивизија била је саставу Седме армије под командом дивизијског генерала Душана Трифуновића. Током сукоба учествовао је у преговорима својих претпостављених команданата са баном Дравске бановине Марком Натлаченем, да се јединице Југословенске војске, које се налазе на територији Словеније, која је проглашена 10. априла за самосталну државу, прво прогласе за Словеначку народну војску и да затраже примирје. После капитулације, 13. априла заробљен је од Италијана и одведен у логор Вестоне. Потом је пребачен у Ријеку, где је са групом Македонаца пуштен, представљајући се као Бугарин пореклом. Тада је одлучио да више не користи своје презиме на рођењу, већ ново Апостолски.
После повратка у Македонију, повезао се са Лазаром Колишевским, који га је укључио у Народноослободилачки покрет (НОП). Септембра 1941. године изабран је за члана Покрајинског штаба НОП одреда Македоније, јуна 1942. године постављен је за команданта Главног штаба НОВ и ПО Македоније. Од фебруара до августа 1944. године под Михаиловом командом су се, поред 33 македонске бригаде, нашле и бригаде Оперативног штаба за Косово и Метохију и Оперативног штаба за јужну Србију.
Фебруара 1945. године постављен је за начелника Врховног штаба НОВ и ПОЈ, односно Генералштаба Југословенске армије. На Другом заседању АВНОЈ-а, новембра 1943. године, изабран је за члана Председништва АВНОЈ-а, а на Првом заседању Антифашистичког собрања народног ослобођења Македоније (АСНОМ), августа 1944. године, за члана Председништва АСНОМ-а.
После ослобођења Југославије, обављао је разне одговорне дужности у Југословенској народној армији (ЈНА). Пензионисан је 1958. године у чину генерал-пуковника ЈНА.
Бавио се и научним радом, посебно радовима о историји југословенских и балканских народа и радовима важним за војну историју. Године 1967. приликом формирања Македонске академије наука и уметности (МАНУ) постао је њен први редовни члан, а 1968. је изабран за дописног члана Српске академије наука и уметности (САНУ). Касније је изабран и за члана хрватске, словеначке, као и Академије наука и уметности Босне и Херцеговине.
Од 1976. до 1983. био је председник Македонске академије наука и уметности, а од 1978. до 1981. године председник Савета академија наука и уметности СФРЈ. Био је и члан Савета федерације. Године 1978, додељена му је Награда АВНОЈ-а, највиша југословенска награда. Године 1986, постао је председник Савеза друштава историчара Македоније.
Преминуо је 7. августа 1987. године у Дојрану. Војна академија Армије Републике Северне Македоније, основана 1995. године, у Скопљу носи његово име.
Носилац је Партизанске споменице 1941. и других југословенских одликовања, међу којима су — Орден ратне заставе, Орден партизанске звезде првог реда, Орден Републике првог реда, Орден заслуга за народ првог реда, Орден братства и јединства првог реда, Орден народне армије првог реда и Орден за храброст. Носилац је и совјетских Ордена Суворова другог степена и Ордена Александра Невског. Орденом народног хероја одликован је 9. октобра 1953. године.

## Публикације
- Михајло Апостолски, Благоја Симоновски, Пет години слободно Скопје, Градски одбор на народен фронт, 1949, Скопје.
- Михајло Апостолски, 40 години од формирањето на крупните воени единици во Македонија, ИСТОРИЈА, 19, 1 (1983), стр. 43-51.
- Михајло Апостолски, Митко Панов, Радовиш и Радовишко, Општински одбор на здружението на борците од НОБ, 1984.
- Mihajlo Apostolski, Dančo Zografski, Aleksandar Stojanovski, Gligor Todorovski, Graham W. Reid (editors), A history of the Macedonian people Macedonian Review, Skopje, 1979.
- Михајло Апостолски, Ацо Алексиевски (уредници), Из прошлости македонского народа, Радио-телевизија, Skopje, 1969.
- Михајло Апостолски, Кочанско и Виничко во Фебруарскиот поход, статија од монографијата: Кочани и Кочанско во НОВ 1941-1945, Ванчо Андонов (уредник), Општински одбор на Сојузот на здруженијата на борците од НОВ, 1985. стр. 347-357.

## Фото-галерија
- Ратна фотографија
- Радна соба Апостолског за време боравка ГШ НОВ и ПОМ у ослобођеном Кичеву септембра 1943. године (данас је уређена унутар музеја)
- Споменик Михаилу Апостолском у Скопљу